# Batalla de Rymnik
La batalla de Râmnic (22 de setembre del 1789) va tenir lloc a Valàquia, a prop de Râmnicu Sărat, durant la Guerra russo-turca.

## Antecedents
El 1786, Caterina II de Rússia va fer la seva entrada triomfal a la Crimea annexionada en companyia del seu aliat, l'emperador Josep II d'Habsburg del Sacre Imperi Romanogermànic. Aquests esdeveniments, juntament amb la fricció causada per mútues acusacions d'infracció del Tractat de Küçük Kaynarca, amb el qual havia acabat l'anterior guerra, inflamà l'opinió pública de Constantinoble. En 1787 el sultà Abdul Hamid I va declarar la guerra a l'Imperi Rus per recuperar els territoris perduts en les guerres anteriors i Caterina II de Rússia ho va veure com una oportunitat per ampliar els dominis sobre la costa del mar Negre,
Els turcs van aconseguir que els austríacs es retiressin de Mehadia i van conquerir el Banat (1789), però a Moldàvia el mariscal de camp Piotr Rumiantsev va prendre Iaşi i Khotin mentre Fiódor Uixakov va destruir la flota otomana a Kinburn i Fidonisi i després d'un llarg setge hivernal Otxàkiv va caure davant el Príncep Potiomkin.

## Batalla
El general rus, Alexander Suvorov, actuant conjuntament amb el general Habsburg el Príncep Josias de Coburg, van atacar l'exèrcit principal otomà sota el Gran visir Koca Yusuf Pasha, després d'una esgotadora marxa nocturna.
En una batalla campal que durà només un parell d'hores, les forces russes i habsburgues, comptabilitzades amb 25.000 efectius, van fer retrocedir els 100.000 soldats otomans, causant importants baixes. Per aquesta victòria, Suvorov va ser condecorat amb el títol de "Comte de Râmnic" (граф Рымникский). La victòria també va donar lloc a la retirada de les forces otomanes dels principats del Danubi, conduint a l'ocupació de Valàquia per part de les tropes dels habsburg.

## Conseqüències
Després de les derrotes a Focşani i Rymnik els otomans van evacuar Bessaràbia i Valàquia.

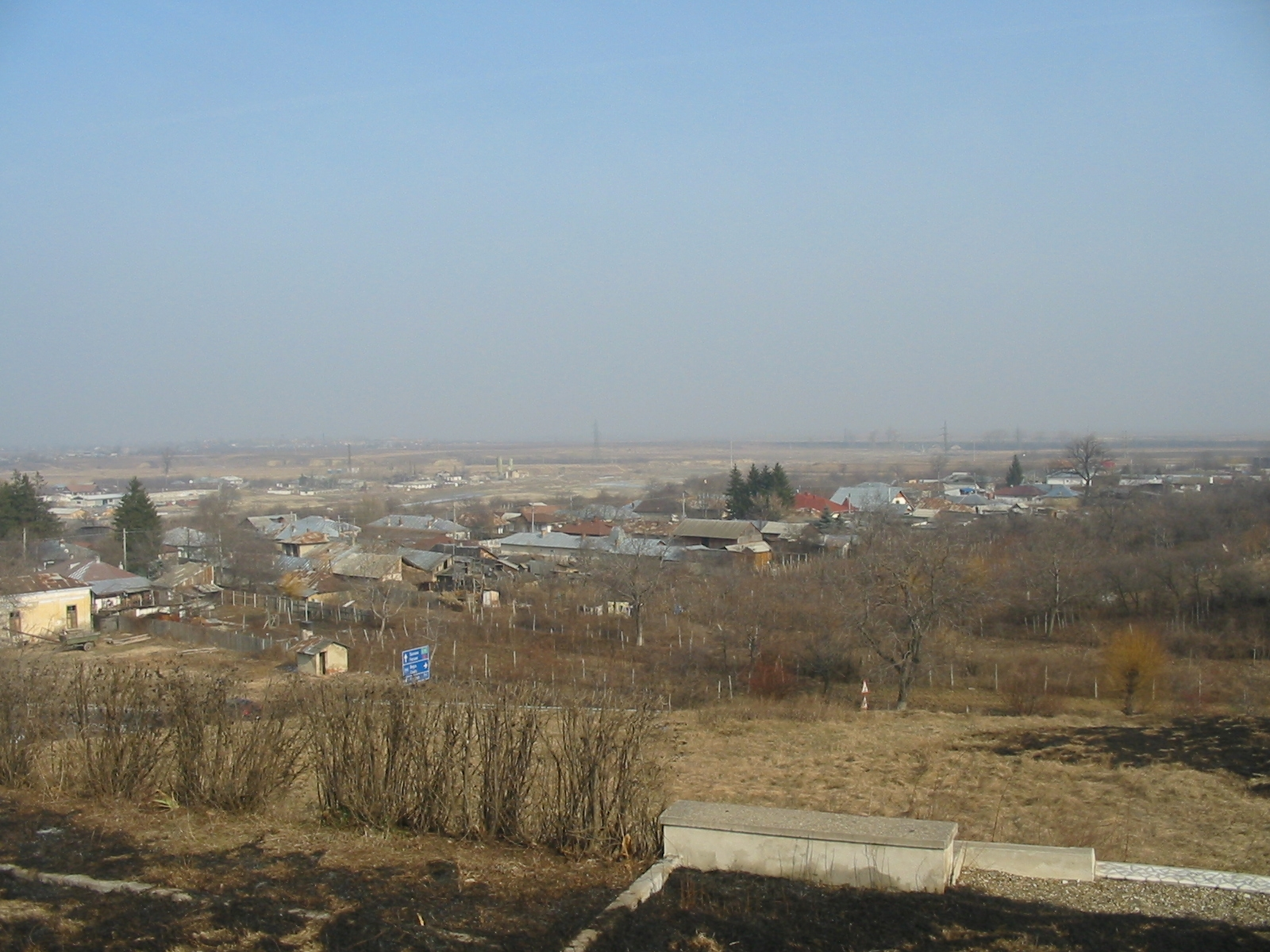
El camp de batalla
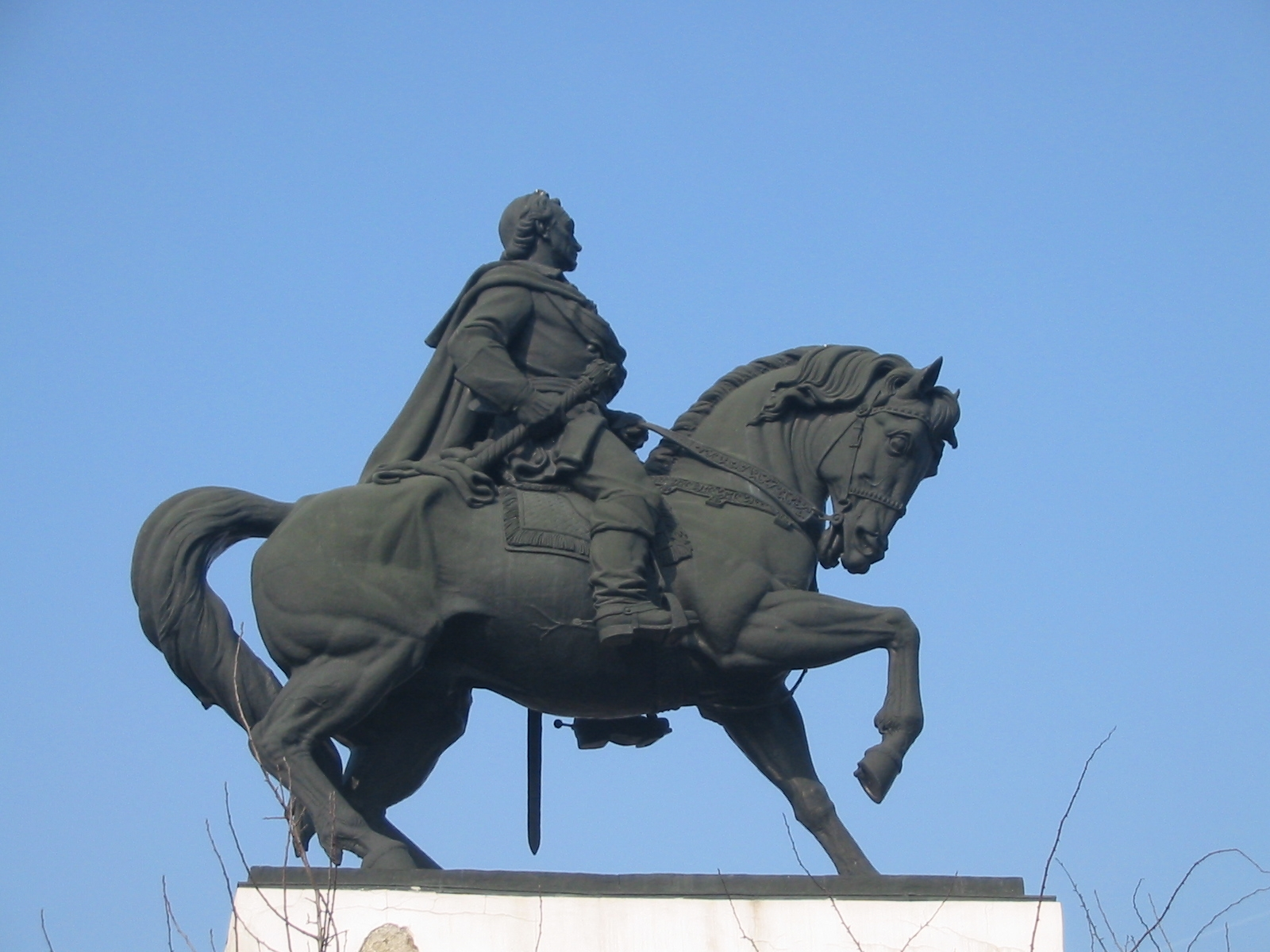
Monument de Suvorov a prop de Focşani
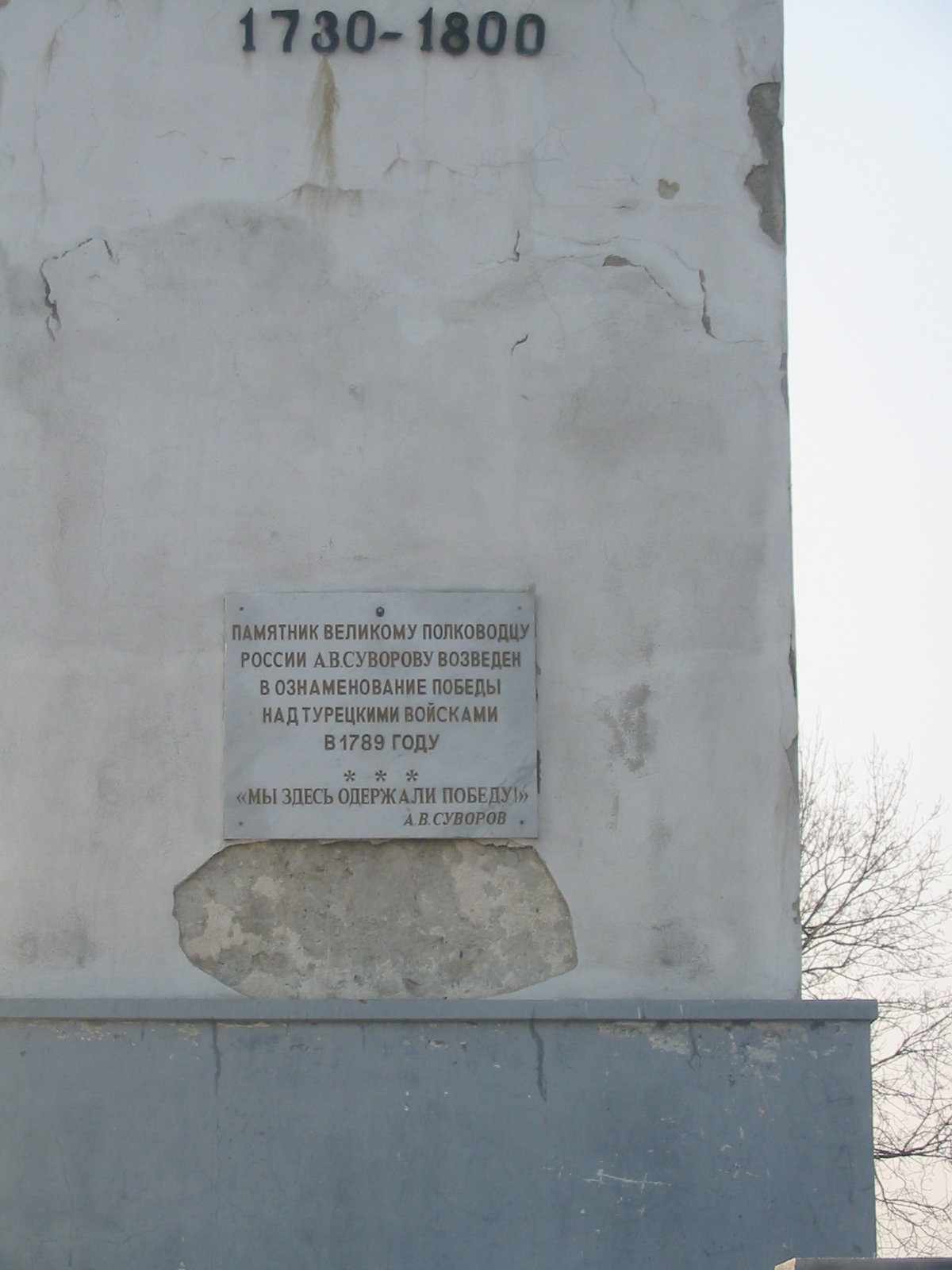
Monument de Suvorov (detall)